# 篠原一貞
篠原 一貞（しのはら かつもと、天保元年（1830年）5月 - 明治20年（1887年）11月30日）は、江戸時代末期（幕末）の加賀藩士。家老・若年寄・学校方御用主附。人持組・篠原別家12代当主。幼名、蕃松、通称は勘六。石高、3000石。戒名は慈善院殿遊山日勘居士。家紋は、左二つ巴。菩提寺、日蓮宗・立像寺。
妻は加賀八家・本多政和（播磨守）の娘で本多政通・政均の妹、宝（戒名は婉良院殿自温日叔大姉）。なお、嫁ぐ際に野々村仁清の名物・色絵茶碗「片男波」（かたおなみ）を篠原家への土産物とした。

## 生涯
篠原別家・11代当主で家老・篠原精一（篠原一精）の嫡男として天保元年（1830年）5月に生まれる。弘化元年（1844年）、名門の出でありながらも藩校・明倫堂に入学し、極めて優秀な成績で嘉永5年（1852年）に卒業。その後、安政3年（1856年）、万延元年（1860年）、文久2年（1862年）、都合3回の総試業（試験）を受け、成績優秀で、それぞれ「欽定易経」、「欽定書経」、「欽定詩経」を藩から授与されている。
万延元年（1860年）、定火消となり、元治元年（1864年）2月公事場奉行、3月明倫堂督学兼専務、8月には家老となり、重要政務に参加し署名を行う「御用之加判」を命じられ、12月富山御用主附となる。慶応3年（1867年）には学校御用主附となって、壮猶館学校（西洋式兵法学校）に力を注いだ。その間、加賀藩領海へも出没するようになった異国船への対応を命じられる。文久3年（1863年）、篠原家で所持していた西洋式武器・モルチール砲六貫と筒一挺を藩に献上し、魚津の武具土蔵へ納めた。同年、清妙院（篠原保智）の250回忌法要を桃雲寺で行い、藩主・前田斉泰から香典・白銀二枚を授かる。
元治元年（1864年）、禁門の変が起こる。幕府、長州藩、双方への不戦の説得に失敗し、幕府への援軍を京から引いた前田慶寧を父の斉泰は謹慎させ、一貞に幕府への使者を命じた。しかし、越後梶屋舗駅まで行ったところで斉泰に出府命令が下され、金沢に戻る。慶応元年（1865年）閏5月斉泰が京都へ出発、一貞はお供を命じられ、京都御守衛詰となる。慶応2年（1866年）8月、将軍・徳川家茂が死去、「新将軍・慶喜と共に諸侯会議を開くので朝廷に集合せよ」との孝明天皇の命令が下る。病気で出発が遅れた13代藩主（前田家14代）・前田慶寧は、10月13日、一貞、本多政均以下、士卒3700人を従えて出発。一貞は、京都詰を命じられ、翌慶応3年（1867年）5月10日、金沢へ戻った。同年10月、第15代将軍・徳川慶喜の大政奉還に際し、列藩藩主の上京命令が下る。藩主・前田慶寧は、病気で代理に本多政均を行かせるが認められず、11月29日、一貞、横山隆平を従えて金沢を出発、一貞は慶寧が金沢へ帰るまでずっと行動を共にした。
王政復古後の京に到着した慶寧は、徳川慶喜に「このまま二条城にいて衝突を起せば、あなたは朝敵の汚名を受けることになる。すぐに二条城をでて、大坂へ行き、江戸へ帰るのがよい」という手紙を本多政均に届けさせている。慶応3年（1867年）12月30日、一貞は、藩内、佐幕（徳川幕府支持）か薩長主導の勤王を取るか、分かれる中、藩論をまとめ藩の方針を一つにすべく『篠原一貞建白書』を提出。内容は、以下の通りである……「今日の日本の状勢は、薩長が幼い天皇を取り込み、偽勅を出し、諸藩をないがしろにしている。世の中が混乱している時にどっちつかずでは藩の信頼も藩主としての大任も果たせない。藩内をまとめ、士気を高めるためにも大義名分を明らかにし、正義の諸藩と話し合い、諸藩に先立って朝敵の名を取られることこそ真の皇室への忠誠である」。慶応4年（1868年）1月、鳥羽・伏見の戦いが起こり、徳川が朝敵とされ、世情も一変すると加賀藩は、徳川との提携を断ち切り徳川への援軍も金沢へ呼び戻した。一貞は、前年12月に提出した『建白書』の責任を取り、家老、御用之加判を辞任する。慶寧からは藩主留守中の「柳之御間御番」を命じられる。しかし、同年6月、死を覚悟して再度、藩に毅然とした措置と人材登用に関しては藩主に取り入る者や家柄ではなく士農工商すべてから志のある者を選ぶべきだとする『篠原一貞意見書（9か条）』を提出する。明治元年（1868年）12月、藩の職制が一新され、翌明治2年（1869年）5月4日、一貞は議長となる。同年6月、前田慶寧は金沢藩知事となり、大参事、小参事を置く。一貞は小参事を務め、10月、公議人として東京詰を命じられ、11月、権大参事となり、翌明治3年（1870年）6月、金沢に帰る。
同年8月19日から閏10月10日まで議長を務め、退任時には「御一新以来国事多端の折、格別の尽力をした」として金沢藩から金250両を与えられた。同年12月25日から明治4年（1871年）5月25日まで大参事を務める。明治20年（1887年）11月30日、死去。金沢市・野田山墓地（篠原別家墓地）に葬られる。
勘六（篠原一孝）によって築かれた加賀藩政の勘六（篠原一貞）による幕引きであった。

## 篠原保智（保智姫　1595年-1614年）
清妙院殿華萼貞香大姉。前田利家の九女。母は、芳春院の侍女で利家の側室となった岩（隆興院）。家臣筆頭・篠原一孝（豊臣一孝、17000石）の嫡男・主膳一由（篠原貞秀）に嫁ぐ。二人の間には「岩松」が生まれる。禁教令下、熱心なキリスト教信者であったが、1614年、死去。金沢市・野田山墓地にある清妙院の墓（前田家墓地内にある「石龕」という石造りの霊屋）に文久三癸亥年（1863年）「篠原勘六一貞」の銘の二基の献灯が存在する。なお、高野山・奥の院、前田利長の五輪塔（「三番碑」）背後に存在する「芳春院様内」と記された6基の五輪塔（篠原氏一族のもの）のうち2基が主膳一由（篠原貞秀）と夫人（保智）のものである。

## 篠原庭園
現在の金沢市出羽町は、篠原出羽守一孝の邸の在所に因んだ命名で、江戸時代には（篠原）出羽殿町と呼ばれていた。邸内の庭園は「名園」として人口に膾炙し、尊経閣文庫加越能文献書目に「篠原庭園之写（六枚）」（石川県第十区小四区出羽一番丁篠原邸内）として登録されている。

## 明治維新後の芳春院生家・篠原氏一族
神奈川大学教授・松村敏「武士の近代-1890年代を中心とした金沢士族」には、「絵に描いたような高等教育を受けている」という表現で、篠原氏一族を例に挙げている。それによると一貞の嫡子・篠原専次郎（1858年-1924年）は大学南校（東京大学前身）に学び、金沢医学所・医学校の教諭となり、専次郎の長男・篠原一慶（1884年-1950年）は東京帝国大学英文科卒業後、第四高等学校（金沢大学の前身）教授となり、一慶の長男・篠原一恭（1911年-1997年）も京都帝国大学工学部卒業後、金沢工業大学教授・名誉教授となり、一慶の次男・篠原一俊（1920年-1946年）も東京帝国大学を卒業している。（『前田利家遺言状写』など加賀藩の一級の史料等は、この家の子孫から石川県に寄贈されているものも多い。加賀藩士「篠原家文書」）。
一方、長次系では、藩政期時代、本家、最後の当主となった第10代篠原忠篤（篠原忠、義昌院殿豪山良忠居士、1849年-1927年）は、明治になって乃木希典に邸の離れを金沢での止宿先として長期にわたって供出（忠篤の妹・珠子によると、離れから本宅に遊びに来た乃木希典には穏やかな物腰で「珠さん、これからは女性もしっかりと学問をしなければいけませんよ」と何度も言われたものだという）した後、東京に移住し、福地源一郎に語学を学んでいる。明治政府を相手に訴訟を起すも明治30年（1897年）には台湾に遊山している。（本家所有の美術品・古文書等は、難を逃れるために子孫が第二次世界大戦の最中、東京から福島の知人宅に移送・保管させるが、すべて行方不明・消失）。本家（篠原長次）6000石内、1000石ずつを分けた2家の「分家」のうち、長次の次男・篠原長良（篠原大学）の「家」からは、戸水寛人や犬養毅などと親交の深かった石川県議会議員・篠原譲吉（1875年-1919年）、ヴァイオリニスト・篠原虎一（1902年-1980年）親子が出ている。（子孫から史料等は石川県に寄贈「篠原家文書」、また、犬養毅関係のものは岡山県郷土文化財団「犬養木堂記念館」に寄贈されている）。